# Лезье
Ле́зье — деревня во Мгинском городском поселении Кировского района Ленинградской области.

## История
Впервые упоминается в «Переписной окладной книге Водской пятины» 1500 года как Ярвосоль — центр Никольского Ярвосольского погоста.
Затем сельцо Лезья упоминается в Ярвосольском погосте в Дозорной книге Водской пятины Корельской половины 1612 года — «Сельцо Лезья вызжено, а в нем храм Никола Чюдотворец стоит без пения. А пашни в том селце нет, лежит перелогом».
Первое картографическое упоминание — на карте Нотебургского лена П. Васандера, начерченной с оригинала первой трети XVII века как село Jervisari.
На карте Ингерманландии А. И. Бергенгейма, составленной по шведским материалам 1676 года, упоминается как село Järwisaari.
На шведской «Генеральной карте провинции Ингерманландии» 1704 года обозначено как село Jerwisari.
Как деревня Лезя оно упоминается на карте «Ладожское озеро и Финский залив» 1745 года.
Деревня Лезья обозначена на карте Санкт-Петербургской губернии Я. Ф. Шмидта 1770 года.
В 1786 году местным помещиком Сологубовым была построена деревянная православная церковь во имя Успения Божией Матери.
На карте Санкт-Петербургской губернии Ф. Ф. Шуберта 1834 года упоминается как деревня Лезья, состоящая из 80 крестьянских дворов.

ЛЕЗИЯ — деревня принадлежит действительной тайной советнице княгине Татьяне Юсуповой, число жителей по ревизии: 254 м. п., 280 ж. п. (1838 год)

В 1850 году пришедшая в ветхость деревянная церковь была разобрана. Новую каменную церковь на берегу Мги спроектировал архитектор В. Е. Морган, а построил бывший крестьянин князя Юсупова, петербургский купец Егор Павлов. Храм был освящён в 1851 году.

ЛЕЗЬЯ — деревня князя Юсупова, по почтовому тракту и просёлочной дороге, число дворов — 204, число душ — 279 м. п. (1856 год)

Число жителей деревни по X-ой ревизии 1857 года: 312 м. п., 325 ж. п..

ЛЕЗЬЯ — деревня владельческая при колодцах, число дворов — 204, число жителей: 113 м. п., 330 ж. п.; Волостное правление. Школа. (1862 год)

В 1872 году мызу Лезье площадью 16 122 десятины за 265 000 рублей приобрёл князь Н. Б. Юсупов. В июне того же года в деревне случился большой пожар, сгорело 453 постройки.

ЛЕЗЬЕ — бывшее владельческое село при реке Мге, дворов — 71, жителей — 621; Волостное правление (уездный город в 35 верстах), церковь православная, школа, две лавки. (1885 год)

Согласно подворной переписи 1882 года в деревне проживали 137 семей, число жителей: 321 м. п., 320 ж. п.; разряд крестьян — временнообязанные, а также пришлого населения 2 семьи, в них: 4 м. п., 6 ж. п..
По данным 1889 года князь Н. Б. Юсупов сдавал в аренду местным крестьянам свои выгоны и покосы, а также право собирать грибы и ягоды. Мельница также сдавалась в аренду. Имелся неработающий кирпичный завод. Земледелием практически не занимался: «на пашне посеяно 4 куля овса. Мёртвый инвентарь — 1 плуг, 2 сохи, 2 бороны и 2 телеги».
Согласно данным первой переписи населения Российской империи:

ЛЕЗЬЕ (УСПЕНСКОЕ) — село, православных — 578, мужчин — 249, женщин — 329, обоего пола — 578. (1897 год)

- План деревни Лезье. 1913 год

В 1913 году в деревне Лезья насчитывалось 123 двора.
В конце XIX — начале XX века деревня административно относилась к 1-му стану Шлиссельбургского уезда Санкт-Петербургской губернии.
С 1917 по 1927 год деревня Лезье была центром Лезьенской волости. В 1925 году волость насчитывала 8239 человек, 16 сельсоветов и 27 деревень.
С 1917 по 1923 год деревня Лезье входила в состав Лезьенского сельсовета Лезьенской волости Шлиссельбургского уезда.
С 1923 года в составе Ленинградского уезда.
Согласно данным переписи населения СССР 1926 года в селе Лезье (Успенское) проживали 674 человека — все русские.
С февраля 1927 года в составе Мгинской волости. С августа 1927 года в составе Мгинского района.
По данным 1933 года село Лезье являлось административным центром Лезьенского сельсовета Мгинского района, в который входили 6 населённых пунктов: деревни Иваново, Кирсино, Петрово, Сигалово, Сологубовка и само село Лезье, общей численностью населения 2198 человек.
По данным 1936 года в состав Лезьенского сельсовета входили 6 населённых пунктов, 365 хозяйств и 6 колхозов.
- План деревни Лезье. 1941 год

Согласно топографической карте РККА 1941 года деревня насчитывала 131 двор. В деревне находились почта и сельсовет.
Деревня была освобождена от немецко-фашистских оккупантов 22 января 1944 года.
В 1958 году население деревни Лезье составляло 315 человек.
С 1960 года в составе Тосненского района.
По данным 1966 и 1973 годов деревня Лезье также входила в состав Лезьенского сельсовета Тосненского района, административным центром сельсовета была деревня Сологубовка.
По данным 1990 года в состав Лезьенского сельсовета Кировского района входили 11 населённых пунктов: деревни Войтолово, Иваново, Кирсино, Лезье, Муя, Петрово, Пухолово, Сологубовка, Турышкино; посёлок Молодцово; посёлок при станции Сологубовка, общей численностью населения 2206 человек. Административным центром сельсовета была деревня Сологубовка (441 чел.).
В 1997 году в деревне Лезье Лезьенской волости проживали 75 человек, в 2002 году — 88 человек (из них русские — 90 %).
В 2007 году в деревне Лезье Мгинского городского поселения — 72 человека.

## География
Деревня расположена в юго-западной части района на автодороге 41К-525 (Сологубовка — Кирсино), смежно с деревней Сологубовка.
Расстояние до административного центра поселения — 12 км.
Расстояние до ближайшей железнодорожной станции Сологубовка — 4 км.
Деревня находится на левом берегу реки Мга у места впадения в неё реки Малая Мельница.

## Демография
| 1862 | 1897 | 2007 | 2010 | 2017 |
| ---- | ---- | ---- | ---- | ---- |
| 443  | ↗578 | ↘72  | ↗98  | ↘95  |

## Инфраструктура
Вблизи деревни и расположенной рядом Сологубовки находится крупное немецкое военное кладбище, а также православная церковь Успения Пресвятой Богородицы.

## Известные уроженцы
- Маргарита Александровна Миглау (1926—2013) — оперная певица (сопрано), Народная артистка РСФСР (1973)